# Julius Földessy
Julius Földessy, též Gyula Földessy, ukrajinsky Юлій Фелдешій (7. září 1875 Sobrance – 1947 Sambir), byl československý politik rusínské národnosti z Podkarpatské Rusi a meziválečný senátor Národního shromáždění ČSR za Autonomní zemědělský sojuz. Později člen maďarského parlamentu za karpatský region.

## Biografie
Absolvoval gymnázium v Užhorodu a místní řeckokatolický seminář. Začal pracovat v místní tiskárně, kterou od roku 1907 převzal do vlastního majetku. Šlo o jednu nejvýznamnějších institucí pro šíření rusínské kultury. Tiskárna fungovala až do znárodnění sovětskými úřady v roce 1945. Ve 20. letech 20. století patřil mezi hlavní veřejné činitele mezi rusínskou populací na Podkarpatské Rusi, přispíval do listu Karpatoruskij vjestnik. Politicky se angažoval v autonomistickém a promaďarském Autonomním zemědělském sojuzu, jehož místopředsedou byl. Zasedal v Ruské národní radě a byl členem mnoha spolků a organizací.
V parlamentních volbách v roce 1935 získal senátorské křeslo v Národním shromáždění za Autonomní zemědělský sojuz, který v těchto volbách kandidoval v alianci Autonomistický blok, jíž dominovala na Slovensku Hlinkova slovenská ľudová strana. V senátu setrval do ledna 1939, kdy jeho mandát zanikl v důsledku rozpuštění politických stran na Podkarpatské Rusi.
Profesí byl majitelem knihtiskárny v Užhorodě.
Po anexi Podkarpatské Rusi Maďarskem v letech 1938–1939 se zapojil do politiky v Maďarsku. Po okupaci země v březnu 1939 byl jmenován poradcem maďarského komisaře pro toto teritorium a v letech 1939–1944 byl aktivním členem maďarského parlamentu za tento region. V listopadu roku 1944 byl zatčen sovětskými úřady a zemřel o tři roky později ve vězení před závěrečným soudním stáním ve věznici v Sambiru.